# Pedro Ruiz de Bustamante
Pedro Ruiz de Bustamante (n. Santillana del Mar, Santander, España, 8 de junio de 1681 - m. San Miguel, El Salvador, después de 1747) fue un militar español, gobernador interino de la provincia de Costa Rica de 1717 a 1718.
Fue hijo de Alonso Ruiz de Somavía y Ana Pérez de Bustamante. Hermano suyo fue el maestre de campo Juan Antonio Ruiz de Bustamante, caballero de la Orden de Santiago, regidor de Santillana del Mar, alcalde mayor de San Salvador en 1703, alcalde ordinario de la ciudad de Santiago de Guatemala y corregidor de su valle en 1707, alcalde mayor de la Verapaz (1712) y alcalde mayor de Zapotitlán (1718), quien casó en esa ciudad con María Manuela Fernández de Córdoba y Cevallos.
Casó en San Miguel en diciembre de 1708 con Josefa María Domínguez de Castilla y Molina, hija del capitán español Juan Domínguez de Castilla, gobernador de las armas y alcalde ordinario de San Miguel, y Antonia de Molina Ravelo, originaria de San Miguel.
En el ejército llegó a alcanzar el grado de maestre de campo.

## Nombramiento
El 7 de diciembre de 1716, cuando era vecino de San Miguel, fue nombrado por la Real Audiencia de Guatemala como gobernador interino de Costa Rica, en reemplazo de don José Antonio Lacayo de Briones y Palacios, que había sido depuesto por una acusación de comercio ilícito. Tomó posesión del cargo el 6 de marzo de 1717.

## Actividad como gobernador
A poco de haber tomado posesión, hizo arrestar a su predecesor y embargó sus bienes.
En mayo de 1717 pasó revista a las milicias de la provincia, que estaban formadas por 1122 hombres distribuidos en 11 compañías.
Tuvo una competencia de jurisdicción con el licenciado Diego de Angulo Gascón, cura vicario de Cartago, quien el 18 de julio de 1718 lo excomulgó, según un edicto que hizo fijar en la puerta de las iglesias. La excomunión fue después levantada por el cabildo eclesiástico de León de Nicaragua.
El 15 de noviembre de 1718 la Audiencia de Guatemala declaró que había embarazado la pesquisa y residencia de su predecesor y le impuso una multa de 2000 ducados, embargó sus sueldos y le ordenó presentarse en la ciudad de Santiago de Guatemala en el término de sesenta días. El 26 de noviembre entregó el mando a don Diego de la Haya Fernández, nombrado como nuevo gobernador por el rey Felipe V desde el 15 de febrero de ese año. Salió de Cartago en enero de 1719.
El 9 de noviembre de 1720 la Audiencia, en sentencia de última instancia, condenó a Ruiz de Bustamante a una multa de 1000 ducados de plata y a privación de oficio político y militar por haberse excedido en la prisión y embargo de bienes de su predecesor.

## Cargos posteriores
En 1744 fue nombrado comandante de las armas de San Miguel, cargo que todavía ejercía en 1747.